# Донецкий планетарий
Донецкий планетарий (укр. Донецький планетарій) — культурно-просветительное учреждение в Донецке.

## Здание в Киевском районе

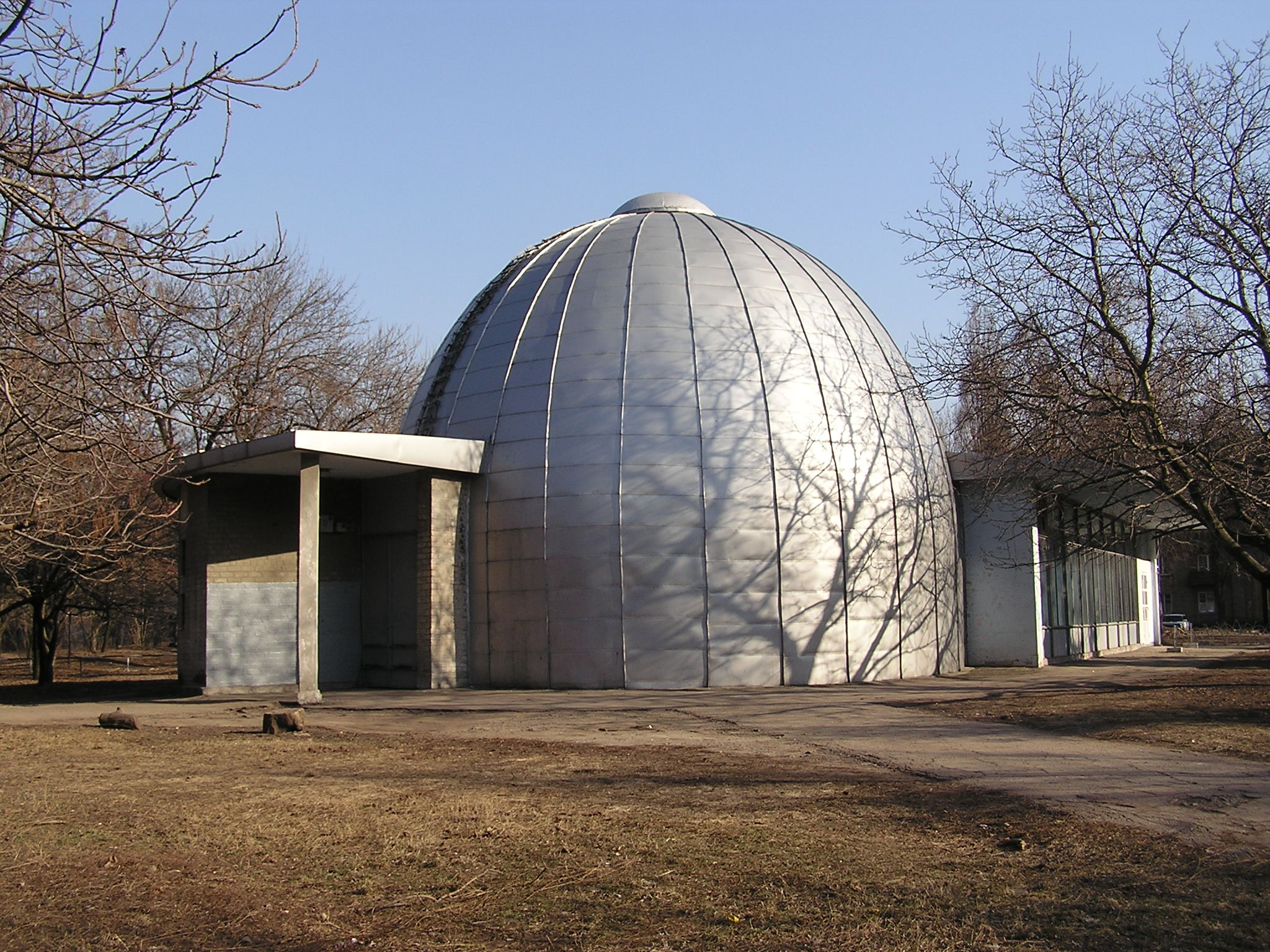
Здание планетария в Киевском Районе

Первое здание планетария было построено в Киевском районе Донецка в феврале 1962 года. 17 февраля 1962 года профессор Сергей Константинович Всехсвятский прочитал в нём первую публичную лекцию по астрономии.
Аппарат планетария был оптико-механическим.
В 1990 году в обсерваторию проникли вандалы и сломали оборудование.
В связи с переездом планетария в новое здание жители Киевского района обращались к мэру Донецка с просьбой сохранить сквер и детскую площадку у здания планетария и не допустить застройку этой территории.

## Здание в Ворошиловском районе

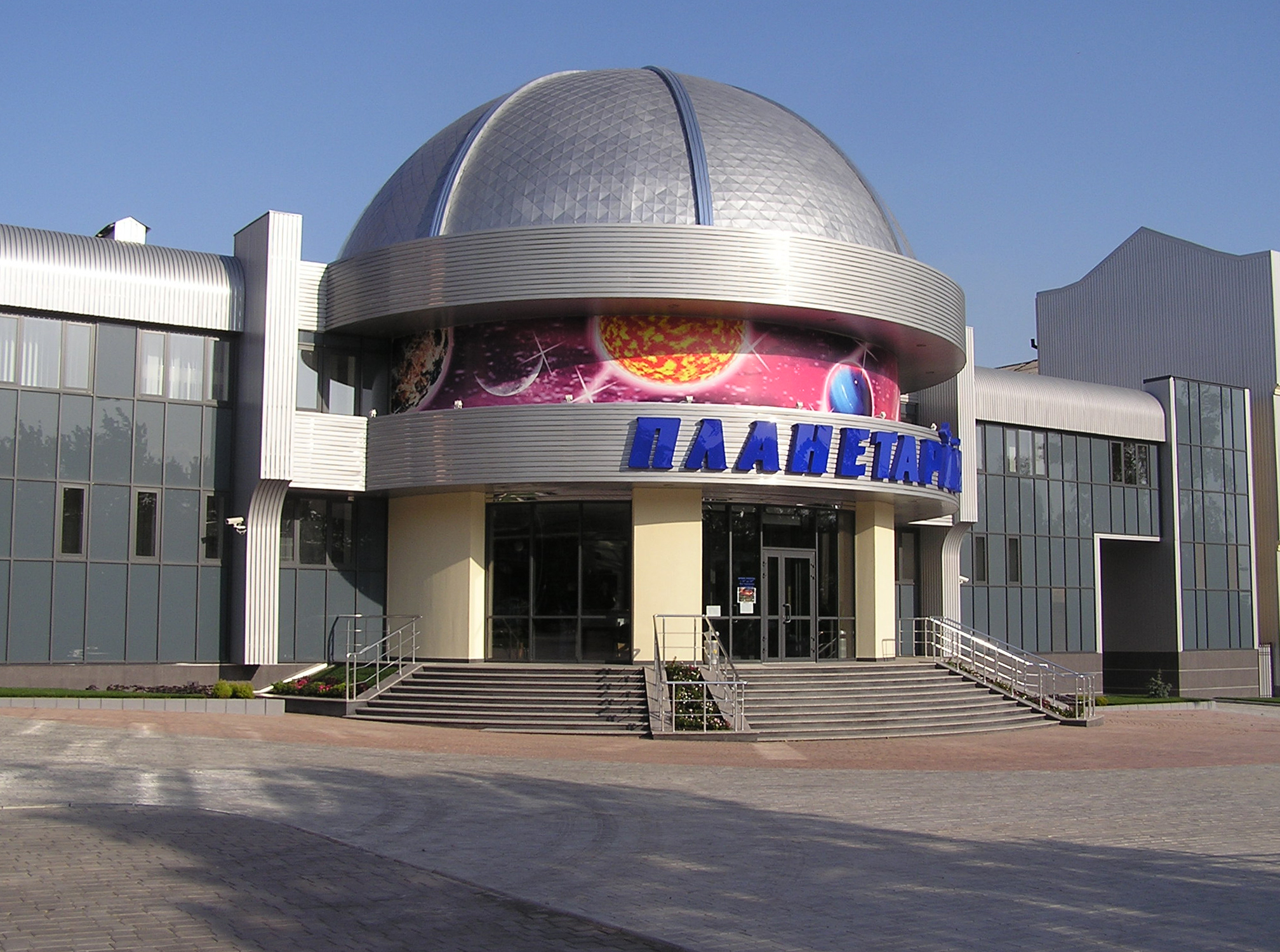
Здание планетария в Ворошиловском районе

Новое здание было построено в Ворошиловском районе Донецка возле Донецкого областного Дворца детского и юношеского творчества и сквера «Сокол».
Открытие планетария состоялось 30 августа 2008 года в рамках празднования Дня города.
На открытии планетария присутствовали: мэр Донецка Александр Алексеевич Лукьянченко, космонавт Александр Александрович Волков. По телефону с борта международной космической станции дончан с открытием планетария поздравлял её командир Сергей Александрович Волков.
Планетарий размещён в двухэтажном здании, которое построено ООО «Донбасская инвестиционно-строительная компания». Общая площадь здания составляет примерно 700 м². На проект было потрачено в общем 25 миллионов гривен.
Звёздный зал рассчитан на 88 мест. Диаметр звёздного зала составляет 12 метров.
Работы по проектированию и инсталляции технического комплекса осуществлены компанией «Литер» (Украина) в содружестве с компаниями Barco (Бельгия-США), RSA Cosmoc (Франция), Astro Tech (США). В планетарии имеется шесть проекторов трёхмерного изображения BarcoReality SIM 5R. Аппаратно-программный комплекс планетария InSpace System включает в себя профессиональные цифровые звуковые и визуальные системы.
У нового планетария не оптико-механическая, а цифровая аппаратура. Она позволяет создавать трёхмерное изображение. Есть возможность отображать топографию, геологические параметры и атмосферные характеристики планет Солнечной системы.
В планетарии используется следующее программное обеспечение:
- «SkyExplorer» — астрономический симулятор реального времени[3]
- «ViPlayer HD» — видеоплеер высокого разрешения[3]
- «DomeManager» — программа для управления планетарием[3]

У «цифрового планетария» есть несомненные преимущества — на куполе могут быть изображены не только звезды, но и видеоролики, и самые разные явления, включая фантастические, например, моделирование полёта к другим планетам, звёздам и пр.
Большая часть сеансов представляет собой не традиционный лекторий, а демонстрацию записанного заранее фильма, с хорошим озвучиванием и продуманным содержанием.
Есть у этой системы и небольшие недостатки, связанные, по-видимому, с несовершенством техники:
недостаточно чёрное небо,
заметное мерцание звёзд при переходе через «пикселы»
Руководитель нового планетария Ирина В. Филиппова.
15 апреля 2011 года, на пленарном заседании сессии Донецкого городского совета VI созыва планетарию было присвоено имя Георгия Тимофеевича Берегового — лётчика-космонавта, уроженца Донецкой области.

## Характеристика зала
Количество мест зале: 80 мест
Цена билетов: 100, 120, 140 и 160 руб . Данные января 2018 года.